# Bamanophis dorri
Bamanophis dorri là một loài rắn trong họ Colubridae. Loài này được Lataste mô tả khoa học đầu tiên năm 1888.